# George McInerney
Pour les articles homonymes, voir McInerney.
George Valentine McInerney (1857-1908) était un avocat et un homme politique du Nouveau-Brunswick, au Canada.

## Biographie
George Valentin McInerney naît le 14 février 1857 à Rexton, d’un père qui allait devenir conseiller législatif du Nouveau-Brunswick.
Il suit des études au Collège Saint-Joseph de Memramcook, poursuit à l’Université Laval au Québec et termine par des études de Droit à l’Université de Boston et à Harvard, au Massachusetts.
Il entre à la Cour suprême du Nouveau-Brunswick en 1879, puis est reçu au barreau le 24 juin 1880 et s’établit comme criminaliste à Richibouctou. Il se marie en 1882 à Christina O’Leary, fille de Henry O’Leary, député provincial, avec qui il aura 10 enfants dont Ralph, qui allait devenir lui-même député provincial.
Il se lance en politique en se présentant aux élections fédérales dans le Comté de Kent sous l’étiquette libérale. Il est battu en 1878 et en 1882 par Gilbert Girouard, puis en 1883 et en 1887 par Pierre-Amand Landry. Il est finalement élu à la Chambre des communes comme député libéral-conservateur par acclamation en 1892 et est réélu comme conservateur en 1896. Il subit toutefois 2 dernières défaites face à Olivier Leblanc en 1900 et 1904 avant de jeter l’éponge.
Parallèlement, il tenta également d’obtenir un siège à l’Assemblée législative du Nouveau-Brunswick en 1890 et en 1903, là aussi sans succès.
Fier de ses origines irlandaises, McInerney s’investit beaucoup dans les organisations catholiques et irlandaises à Saint-Jean et est membre de la Holy Name Society, des Chevaliers de Colomb et président de l’Irish literacy Benevolent society.
Il décède à Saint-Jean le 12 janvier 1908.